# Dio-et-Valquières
Dio-et-Valquières (en occitan Dian e Valquièiras) est une ancienne commune française située dans le centre du département de l'Hérault en région Occitanie.
Exposée à un climat méditerranéen, elle est drainée par le Vernoubrel et par divers autres petits cours d'eau. Incluse dans le parc naturel régional du Haut-Languedoc, la commune possède un patrimoine naturel remarquable composé d'une zone naturelle d'intérêt écologique, faunistique et floristique.
Dio-et-Valquières est une commune rurale qui compte 150 habitants en 2022, après avoir connu un pic de population de 443 habitants en 1836. Elle fait partie de l'aire d'attraction de Bédarieux. Ses habitants sont appelés les Dioquiérois ou  Dioquiéroises.
Le 1er janvier 2025, elle fusionne avec Lunas pour former Lunas-les-Châteaux.

## Géographie

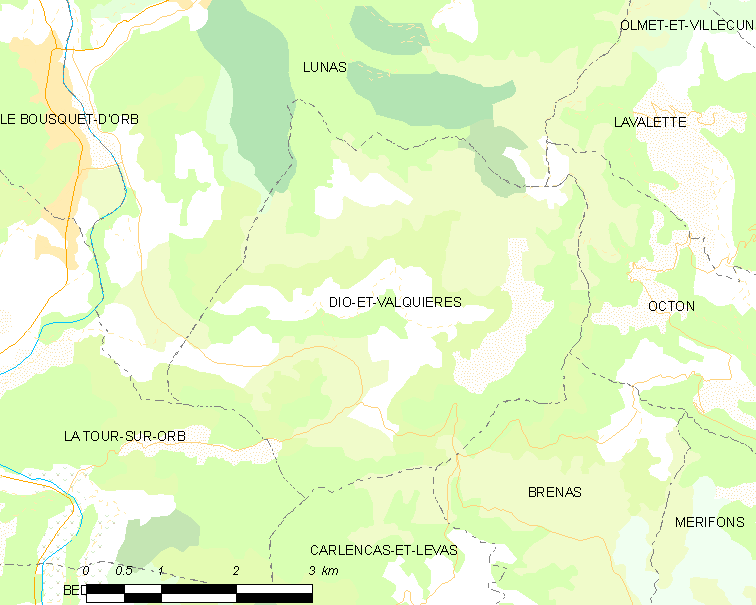
Carte

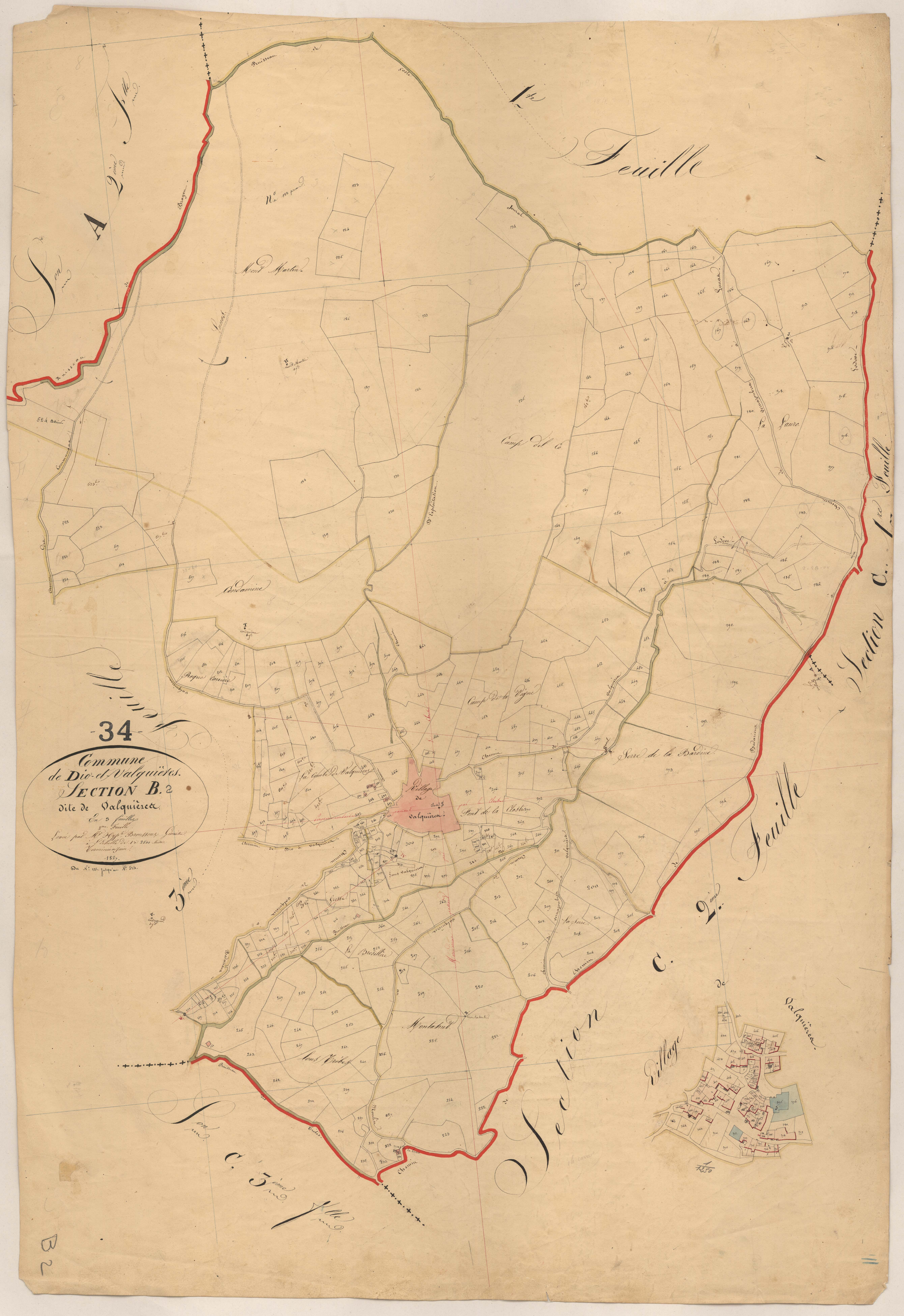
Plan cadastral de la section de Valquières datant de 1827.

La commune de Dio-et-Valquières se situe dans l'arrière pays héraultais, proche de Bédarieux et de Lodève. Située entre les communes de La Tour-sur-Orb, Lunas, Lavalette, Brenas et Carlencas, elle présente des paysages variés comportant des vallons de terres rouges (les ruffes), des châtaigneraies, un plateau sauvage (le Pioch).
Elle compte quatre ruisseaux : le Vernoubrel, le Garel, le Nombringuières et le Brayou. Située en zone de basse montagne, elle est particulièrement exposée au vent du nord et au marin.

### Communes limitrophes
|                 | Lunas              |        |
| Lunas           | Dio-et-Valquières  | Octon  |
| La Tour-sur-Orb | Carlencas-et-Levas | Brenas |

### Climat
Pour des articles plus généraux, voir Climat de l'Occitanie et Climat de l'Hérault.
En 2010, le climat de la commune est de type climat méditerranéen altéré, selon une étude s'appuyant sur une série de données couvrant la période 1971-2000. En 2020, Météo-France publie une typologie des climats de la France métropolitaine dans laquelle la commune est exposée à un climat méditerranéen et est dans la région climatique  Provence, Languedoc-Roussillon, caractérisée par une pluviométrie faible en été, un très bon ensoleillement (2 600 h/an), un été chaud (21,5 °C), un air très sec en été, sec en toutes saisons, des vents forts (fréquence de 40 à 50 % de vents > 5 m/s) et peu de brouillards.
Pour la période 1971-2000, la température annuelle moyenne est de 12,5 °C, avec une amplitude thermique annuelle de 15,3 °C. Le cumul annuel moyen de précipitations est de 1 303 mm, avec 8,9 jours de précipitations en janvier et 3,1 jours en juillet. Pour la période 1991-2020, la température moyenne annuelle observée sur la station météorologique la plus proche, située sur la commune de Bédarieux à 8 km à vol d'oiseau, est de 13,7 °C et le cumul annuel moyen de précipitations est de 982,0 mm,. Pour l'avenir, les paramètres climatiques de la commune estimés pour 2050 selon différents scénarios d'émission de gaz à effet de serre sont consultables sur un site dédié publié par Météo-France en novembre 2022.

### Milieux naturels et biodiversité

#### Espaces protégés
La protection réglementaire est le mode d’intervention le plus fort pour préserver des espaces naturels remarquables et leur biodiversité associée,.
Un  espace protégé est présent sur la commune : 
le parc naturel régional du Haut-Languedoc, créé en 1973 et d'une superficie de 307 184 ha, qui s'étend sur 118 communes et deux départements. Implanté de part et d’autre de la ligne de partage des eaux entre Océan Atlantique et mer Méditerranée, ce territoire est un véritable balcon dominant les plaines viticoles du Languedoc et les étendues céréalières du Lauragais,.

#### Zones naturelles d'intérêt écologique, faunistique et floristique

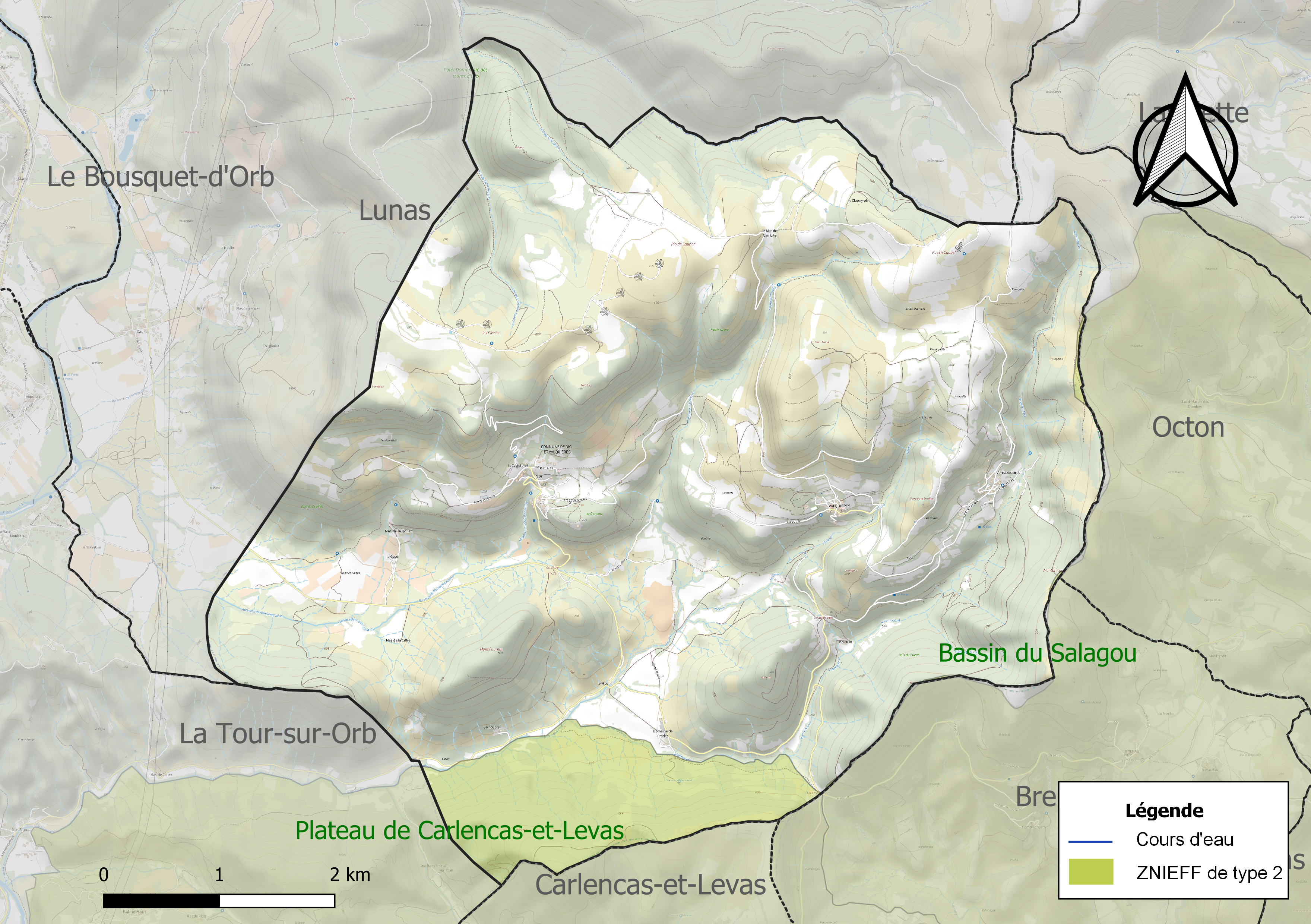
Carte de la ZNIEFF de type 2 localisée sur la commune.

L’inventaire des zones naturelles d'intérêt écologique, faunistique et floristique (ZNIEFF) a pour objectif de réaliser une couverture des zones les plus intéressantes sur le plan écologique, essentiellement dans la perspective d’améliorer la connaissance du patrimoine naturel national et de fournir aux différents décideurs un outil d’aide à la prise en compte de l’environnement dans l’aménagement du territoire.
Une ZNIEFF de type 2 est recensée sur la commune :
le « plateau de Carlencas-et-Levas » (6 239 ha), couvrant 11 communes du département.

## Valorisation touristique par webcam touristique
Dans le cadre des efforts visant à valoriser le territoire de l’Intercommunalité de Grand Orb situé dans les hauts cantons d’Orb, une webcam touristique a été installée. Cette installation a pour but de mettre en lumière la beauté naturelle et le patrimoine culturel de la région, en offrant un panorama en temps réel sur la Vallée Rouge. Cette initiative permet aux visiteurs potentiels et aux résidents locaux d’apprécier les paysages pittoresques de la région, tout en soulignant l’importance de la préservation et de la valorisation de ce territoire unique.
Visualisation :
https://www.vision-environnement.com/livecams/webcam.php?webcam=dio-et-valquieres

## Urbanisme

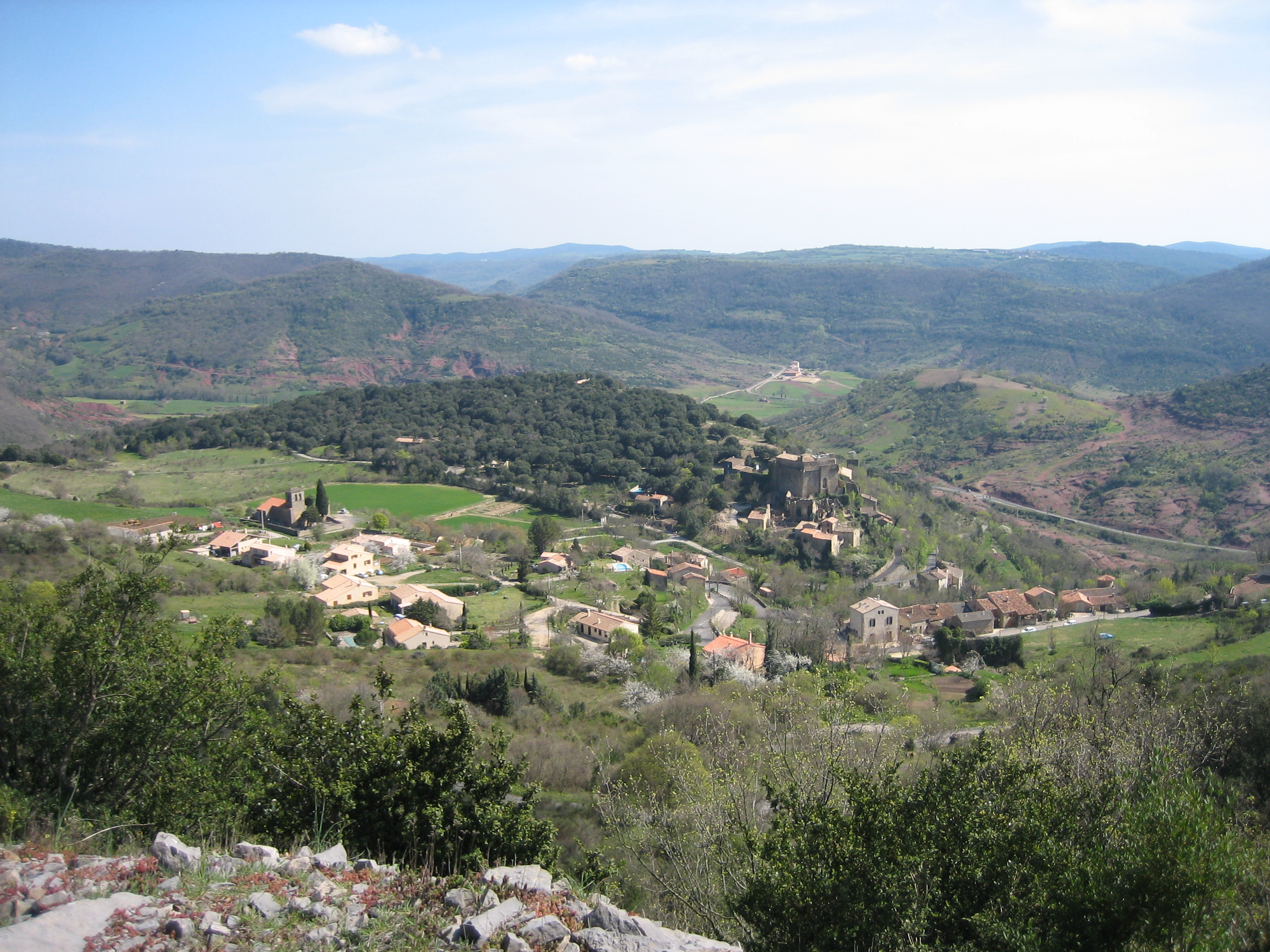
Dio, vue générale : château et église.

### Typologie
Au 1er janvier 2024, Dio-et-Valquières est catégorisée commune rurale à habitat très dispersé, selon la nouvelle grille communale de densité à sept niveaux définie par l'Insee en 2022.
Elle est située hors unité urbaine. Par ailleurs la commune fait partie de l'aire d'attraction de Bédarieux, dont elle est une commune de la couronne,. Cette aire, qui regroupe 26 communes, est catégorisée dans les aires de moins de 50 000 habitants,.

### Occupation des sols
L'occupation des sols de la commune, telle qu'elle ressort de la base de données européenne d’occupation biophysique des sols Corine Land Cover (CLC), est marquée par l'importance des forêts et milieux semi-naturels (76,6 % en 2018), en diminution par rapport à 1990 (84,1 %). La répartition détaillée en 2018 est la suivante : 
forêts (44,6 %), milieux à végétation arbustive et/ou herbacée (32 %), zones agricoles hétérogènes (20,2 %), prairies (3,2 %). L'évolution de l’occupation des sols de la commune et de ses infrastructures peut être observée sur les différentes représentations cartographiques du territoire : la carte de Cassini (XVIIIe siècle), la carte d'état-major (1820-1866) et les cartes ou photos aériennes de l'IGN pour la période actuelle (1950 à aujourd'hui).

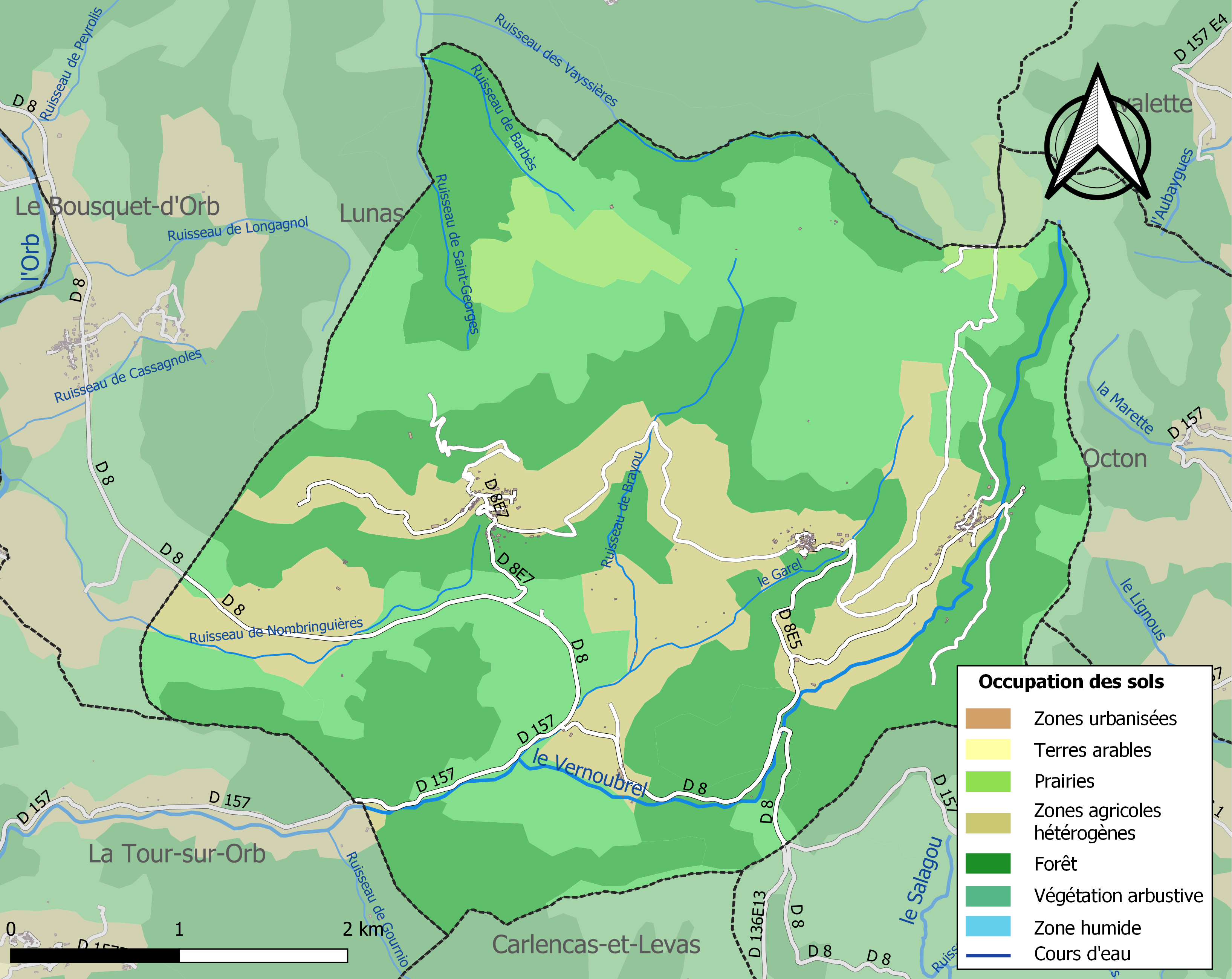
Carte des infrastructures et de l'occupation des sols de la commune en 2018 (CLC).

### Risques majeurs
Le territoire de la commune de Dio-et-Valquières est vulnérable à différents aléas naturels : météorologiques (tempête, orage, neige, grand froid, canicule ou sécheresse), feux de forêts et séisme (sismicité très faible). Il est également exposé à un risque particulier : le risque de radon. Un site publié par le BRGM permet d'évaluer simplement et rapidement les risques d'un bien localisé soit par son adresse soit par le numéro de sa parcelle.

#### Risques naturels
Dio-et-Valquières est exposée au risque de feu de forêt. Un plan départemental de protection des forêts contre les incendies (PDPFCI) a été approuvé en juin 2013 et court jusqu'en 2022, où il doit être renouvelé. Les mesures individuelles de prévention contre les incendies sont précisées par deux arrêtés préfectoraux et s’appliquent dans les zones exposées aux incendies de forêt et à moins de 200 mètres de celles-ci. L’arrêté du 25 avril 2002 réglemente l'emploi du feu en interdisant notamment d’apporter du feu, de fumer et de jeter des mégots de cigarette dans les espaces sensibles et sur les voies qui les traversent sous peine de sanctions. L'arrêté du 11 mars 2013 rend le débroussaillement obligatoire, incombant au propriétaire ou ayant droit,.

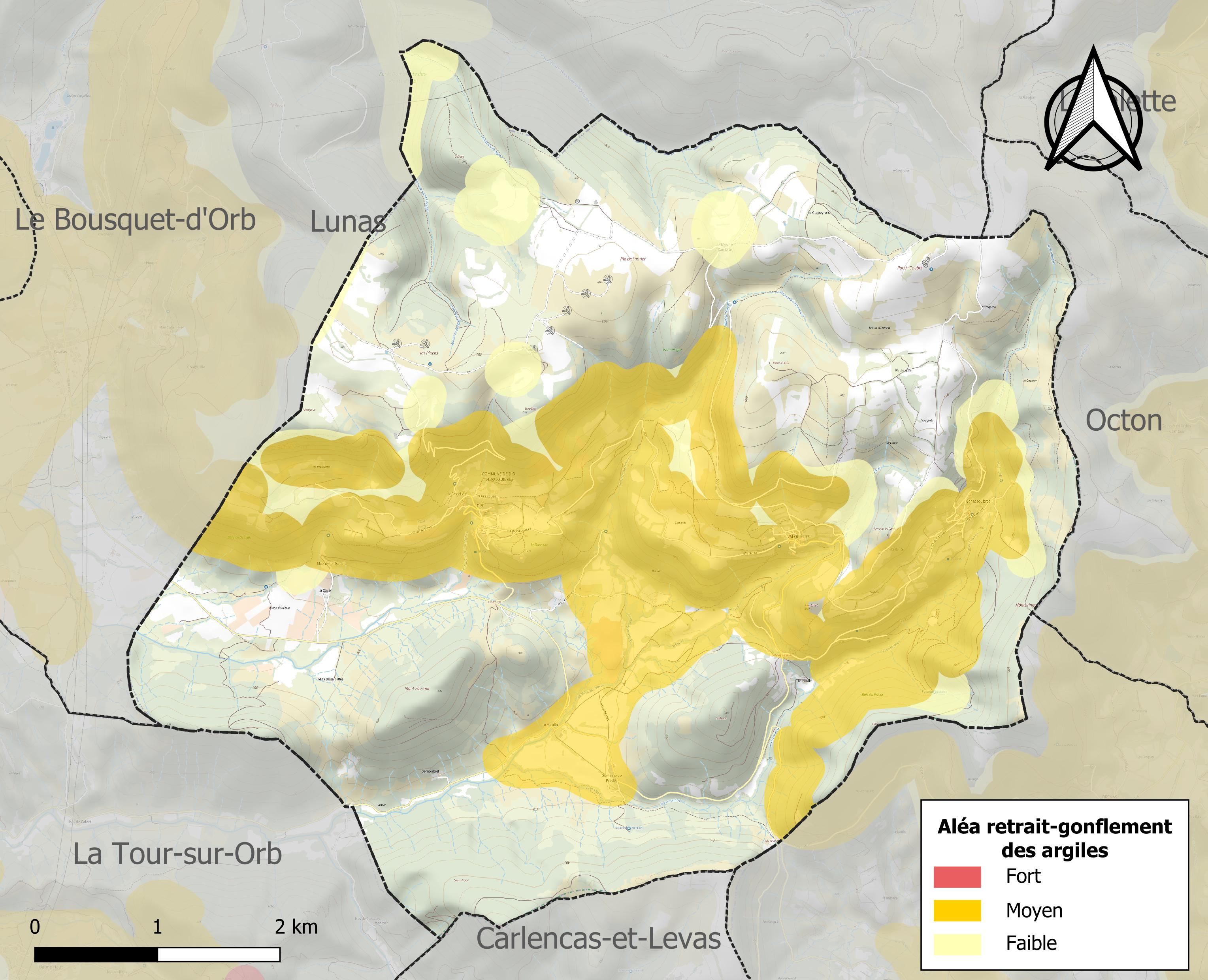
Carte des zones d'aléa retrait-gonflement des sols argileux de Dio-et-Valquières.

Le retrait-gonflement des sols argileux est susceptible d'engendrer des dommages importants aux bâtiments en cas d’alternance de périodes de sécheresse et de pluie. 31,5 % de la superficie communale est en aléa moyen ou fort (59,3 % au niveau départemental et 48,5 % au niveau national). Sur les 149 bâtiments dénombrés sur la commune en 2019, 147 sont en aléa moyen ou fort, soit 99 %, à comparer aux 85 % au niveau départemental et 54 % au niveau national. Une cartographie de l'exposition du territoire national au retrait gonflement des sols argileux est disponible sur le site du BRGM,.
Par ailleurs, afin de mieux appréhender le risque d’affaissement de terrain, l'inventaire national des cavités souterraines permet de localiser celles situées sur la commune.
La commune a été reconnue en état de catastrophe naturelle au titre des dommages causés par les inondations et coulées de boue survenues en 1982, 1996, 2006, 2014 et 2015.

#### Risque particulier
Dans plusieurs parties du territoire national, le radon, accumulé dans certains logements ou autres locaux, peut constituer une source significative d’exposition de la population aux rayonnements ionisants. Certaines communes du département sont concernées par le risque radon à un niveau plus ou moins élevé. Selon la classification de 2018, la commune de Dio-et-Valquières est classée en zone 3, à savoir zone à potentiel radon significatif.

## Histoire
Au XIIIe siècle, le château de Dio et les terres de Valquières faisaient partie de la seigneurie de Boussagues.

## Politique et administration
| Période                                  | Période   | Identité         | Étiquette | Qualité       |
| ---------------------------------------- | --------- | ---------------- | --------- | ------------- |
| 1947                                     | 1971      | Edmond Peyre     |           |               |
| 1971                                     | mars 2001 | Paul Arnaud      |           |               |
| mars 2001                                | mars 2014 | Jean-Paul Arnaud |           |               |
| mars 2014                                | en cours  | Yvelise Descamps | SE        | Fonctionnaire |
| Les données manquantes sont à compléter. |           |                  |           |               |

## Démographie
L'évolution du nombre d'habitants est connue à travers les recensements de la population effectués dans la commune depuis 1793. Pour les communes de moins de 10 000 habitants, une enquête de recensement portant sur toute la population est réalisée tous les cinq ans, les populations de référence des années intermédiaires étant quant à elles estimées par interpolation ou extrapolation. Pour la commune, le premier recensement exhaustif entrant dans le cadre du nouveau dispositif a été réalisé en 2004.

En 2022, la commune comptait 150 habitants, en stagnation par rapport à 2016 (Hérault : +7,49 %, France hors Mayotte : +2,11 %).
| 1793 | 1800 | 1806 | 1821 | 1831 | 1836 | 1841 | 1846 | 1851 |
| ---- | ---- | ---- | ---- | ---- | ---- | ---- | ---- | ---- |
| 349  | 343  | 413  | 397  | 423  | 443  | 410  | 423  | 405  |

| 1856 | 1861 | 1866 | 1872 | 1876 | 1881 | 1886 | 1891 | 1896 |
| ---- | ---- | ---- | ---- | ---- | ---- | ---- | ---- | ---- |
| 371  | 330  | 313  | 306  | 298  | 282  | 283  | 261  | 234  |

| 1901 | 1906 | 1911 | 1921 | 1926 | 1931 | 1936 | 1946 | 1954 |
| ---- | ---- | ---- | ---- | ---- | ---- | ---- | ---- | ---- |
| 219  | 224  | 219  | 173  | 169  | 159  | 140  | 106  | 84   |

| 1962 | 1968 | 1975 | 1982 | 1990 | 1999 | 2004 | 2006 | 2009 |
| ---- | ---- | ---- | ---- | ---- | ---- | ---- | ---- | ---- |
| 78   | 70   | 66   | 98   | 134  | 136  | 154  | 156  | 159  |

| 2014 | 2019 | 2022 | - | - | - | - | - | - |
| ---- | ---- | ---- | - | - | - | - | - | - |
| 148  | 146  | 150  | - | - | - | - | - | - |

## Économie

### Emploi
|                | 2008   | 2013   | 2018  |
| -------------- | ------ | ------ | ----- |
| Commune        | 13,6 % | 8,5 %  | 7,7 % |
| Département    | 10,1 % | 11,9 % | 12 %  |
| France entière | 8,3 %  | 10 %   | 10 %  |

En 2018, la population âgée de 15 à 64 ans s'élève à 79 personnes, parmi lesquelles on compte 78,2 % d'actifs (70,5 % ayant un emploi et 7,7 % de chômeurs) et 21,8 % d'inactifs,. En  2018, le taux de chômage communal (au sens du recensement) des 15-64 ans est inférieur à celui de la France et du département, alors qu'en 2008 la situation était inverse.
La commune fait partie de la couronne de l'aire d'attraction de Bédarieux, du fait qu'au moins 15 % des actifs travaillent dans le pôle,. Elle compte 10 emplois en 2018, contre 22 en 2013 et 18 en 2008. Le nombre d'actifs ayant un emploi résidant dans la commune est de 58, soit un indicateur de concentration d'emploi de 17,2 % et un taux d'activité parmi les 15 ans ou plus de 51,2 %.
Sur ces 58 actifs de 15 ans ou plus ayant un emploi, 9 travaillent dans la commune, soit 16 % des habitants. Pour se rendre au travail, 87,9 % des habitants utilisent un véhicule personnel ou de fonction à quatre roues, 1,7 % s'y rendent en deux-roues, à vélo ou à pied et 10,3 % n'ont pas besoin de transport (travail au domicile).

### Activités hors agriculture
22 établissements sont implantés  à Dio-et-Valquières au 31 décembre 2019.
Le secteur de la construction est prépondérant sur la commune puisqu'il représente 27,3 % du nombre total d'établissements de la commune (6 sur les 22 entreprises implantées  à Dio-et-Valquières), contre 14,1 % au niveau départemental.

### Agriculture
|               | 1988 | 2000 | 2010  | 2020 |
| ------------- | ---- | ---- | ----- | ---- |
| Exploitations | 13   | 9    | 9     | 9    |
| SAU (ha)      | 428  | 880  | 1 030 | 892  |

La commune est dans le « Soubergues », une petite région agricole occupant le nord-est du département de l'Hérault. En 2020, l'orientation technico-économique de l'agriculture  sur la commune est la polyculture et/ou le polyélevage. Neuf exploitations agricoles ayant leur siège dans la commune sont dénombrées lors du recensement agricole de 2020 (13 en 1988). La superficie agricole utilisée est de 892 ha,,.

## Culture locale et patrimoine

### Lieux et monuments
La commune de Dio-et-Valquières comporte un patrimoine multiple et varié comprenant :
- le château de Dio de l'époque des Wisigoths, une forteresse du XIIe siècle rénovée au XVIIe siècle par la famille du  cardinal de Fleury ;
- l'église Saint-Étienne de Dio. L'édifice a été inscrit au titre des monuments historiques en 1998[29] ;
- l'église Saint-André de Valquières. L'édifice a été inscrit au titre des monuments historiques en 1998[30] ;
- la chapelle Saint-Jean du Moulin ;
- des capitelles et bergeries ;
- des croix.

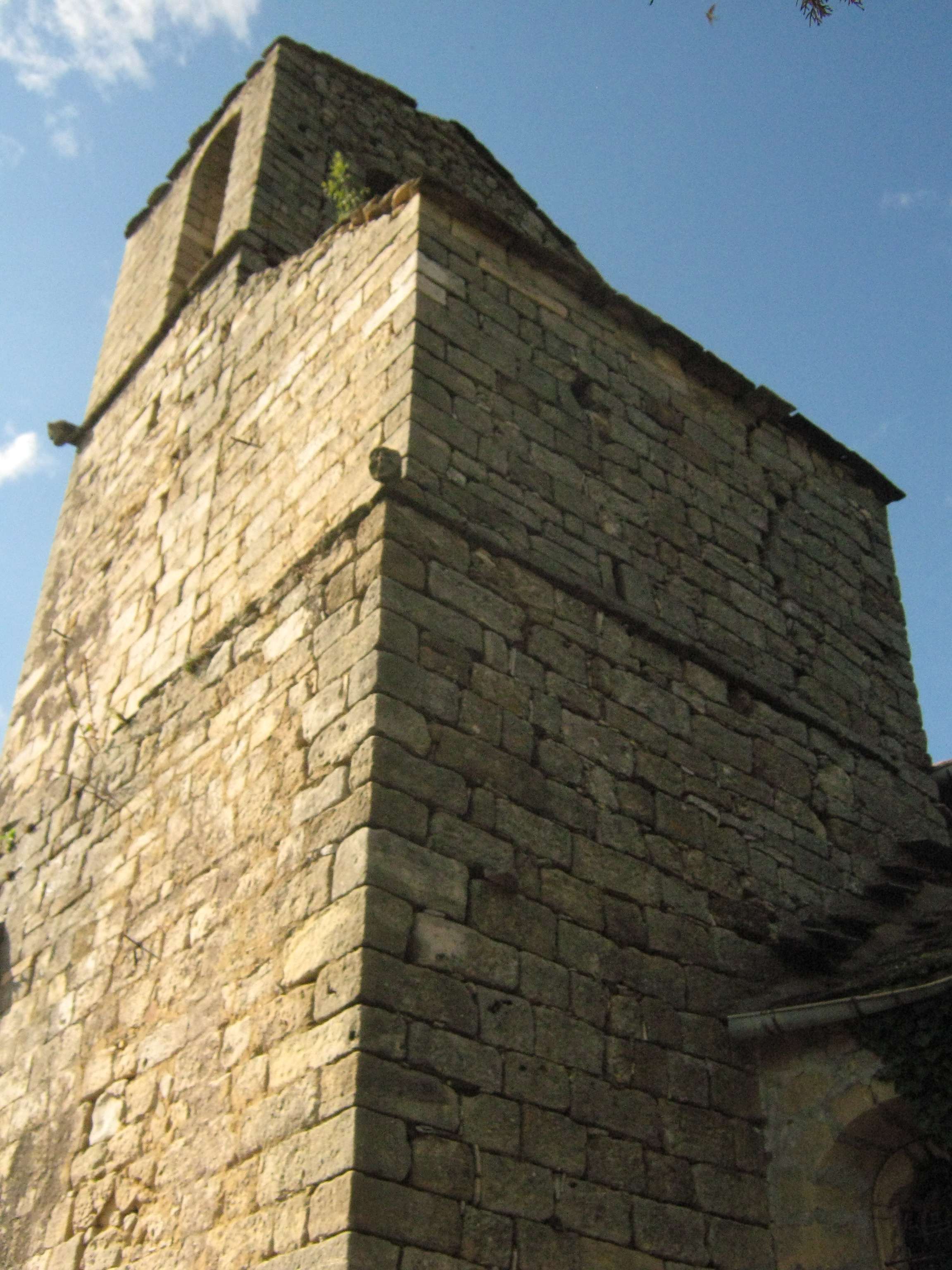
Église Saint-André de Valquières
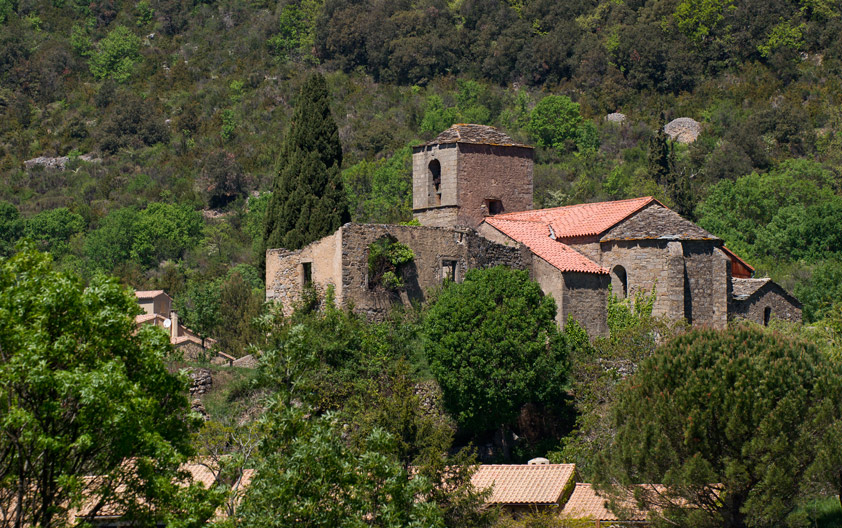
Église Saint-Étienne de Dio

### Héraldique
|  | Les armoiries de Dio-et-Valquières se blasonnent ainsi : De sinople au pairle losangé d'or et d'azur. |